# Sachau (Gardelegen)
Sachau – dzielnica miasta Gardelegen w Niemczech, w kraju związkowym Saksonia-Anhalt, w powiecie Altmarkkreis Salzwedel.
Do 31 grudnia 2010 gmina, wchodząca w skład wspólnoty administracyjnej Südliche Altmark.